# Emballonura dianae
Emballonura dianae is een vleermuis uit het geslacht Emballonura die voorkomt op Nieuw-Guinea, de Bismarck-archipel en de Salomonseilanden. Er worden drie ondersoorten erkend: fruhstorferi Flannery, 1994 is op twee plaatsen in de bergen van Papoea-Nieuw-Guinea gevonden, rickwoodi Flannery, 1994 komt alleen voor op Santa Isabel, en dianae sensu stricto is bekend van Guadalcanal, Malaita en Rennell in de Salomonseilanden. Ook op Nieuw-Ierland komt de soort voor, maar welke ondersoort daar leeft is onduidelijk. Op Nieuw-Guinea is de soort verward met E. furax.
E. dianae is een grote Emballonura met brede oren. De ondersoorten dianae en rickwoodi hebben een lichtbruine of witte buikvacht en zijn daar gemakkelijk aan te herkennen, maar de Nieuw-Guinese ondersoort fruhstorferi heeft een donkerdere buikvacht en is daarnaast groter. De kop-romplengte voor fruhstorferi bedraagt 49,8 tot 54,5 mm, de staartlengte 10,7 tot 13,9 mm, de voorarmlengte 46,2 tot 48,9 mm, de tibialengte 17,7 tot 18,6 mm, de achtervoetlengte 8,4 tot 9,6 mm, de oorlengte 15,6 tot 17,2 mm en het gewicht 10,0 tot 12,0 g. Voor de overige twee ondersoorten bedraagt de kop-romplengte 42,3 tot 53,2 mm, de staartlengte 10,4 tot 14,3 mm, de voorarmlengte 42,4 tot 44,8 mm, de tibialengte 15,7 tot 17,7 mm, de oorlengte 14,2 tot 17,2 mm en het gewicht 7,0 tot 8,0 g.